# Maciej Rybus
Maciej Rybus (Łowicz, 19 agosto 1989) è un calciatore polacco, difensore svincolato.

## Carriera

### Club
Sinistro naturale, dopo aver giocato nelle giovanili del MSP Szamotuły debutta con la maglia del Legia Varsavia il 15 novembre 2007 contro il Dyskobolia Grodzisk Wielkopolski, in Coppa di Polonia. Da allora, grazie ad eccellenti prestazioni, occupa stabilmente un posto da titolare. Realizza il suo primo gol con la nuova squadra l'8 dicembre 2007 contro il Górnik Zabrze, mentre il 27 aprile 2008 realizza una doppietta contro il Wisla Cracovia. Con il Legia conta 102 partite e 13 reti nella Ekstraklasa.

#### Terek Groznyj
Nel febbraio 2012 è ceduto ai russi del Terek Groznyj, nelle cui file militerà per quattro anni. Nella stagione del debutto in Prem'er-Liga totalizza undici presenze (più una in Coppa di Russia) e tre reti. Nella stagione seguente le presenze in massima serie, anche a causa di alcuni infortuni, sono diciannove, con quattro reti segnate. Anche nel 2013-2014 gli infortuni condizionano il rendimento del centrocampista, che scende in campo sedici volte in campionato e due nelle coppe, senza segnare. Nel biennio seguente riprende a giocare con regolarità, totalizzando cinquantacinque presenze in campionato (ventisette nel 2014-2015 e ventotto nel 2015-2016) e tre nelle coppe, con dodici reti (tre nel 2014-2015 e nove nel 2015-2016).
Il bilancio finale con il Terek Grozny è di 101 presenze e 19 gol.

#### Olympique Lione
Il 21 giugno 2016 l'Olympique Lione comunica l'acquisto a parametro zero del giocatore polacco, che entra a far parte della nuova squadra il 1º luglio 2016.
Chiuso dal titolare Jérémy Morel, è relegato in panchina dal tecnico Bruno Génésio, malgrado disputi ottime prestazioni contro Juventus e Monaco. Nei quarti di finale di Europa League è tra i calciatori lionesi a segno dal dischetto contro il Beşiktaş, nella partita che consente ai francesi di accedere alla semifinale del torneo. In una delle ultime partite con la maglia del Lione Rybus entra in campo all'ora di gioco nella semifinale di ritorno di Europa League contro l'Ajax e fornisce l'assist per il gol del 3-1 dei francesi, che però, battuti per 4-1 all'andata, non riescono a qualificarsi per la finale. Il bilancio finale con il Lione è di 27 partite, senza gol.
Nell'estate 2017, dopo aver criticato l'allenatore imputandogli il proprio scarso utilizzo e l'arrivo di Fernando Marçal e Ferland Mendy a Lione, Rybus è messo sul mercato.

#### Lokomotiv Mosca
Il 20 luglio 2017 si trasferisce al Lokomotiv Mosca per 1,75 milioni di euro. Nella prima stagione, chiusa con 20 presenze in campionato, una in Coppa di Russia e sei in Europa League, diviene il primo calciatore polacco a vincere il campionato russo.

### Nazionale
Nel 2009 entra nel giro dell'Under-21. Gioca 9 partite e realizza 2 reti con la nazionale minore. Nel 2009 entra anche nel giro della nazionale maggiore, con cui esordisce il 14 novembre 2009 in amichevole a Varsavia contro la Romania.
L'8 giugno 2012 esordisce da titolare al campionato d'Europa nella sfida inaugurale contro la Grecia (1-1), partita in cui è sostituito al 70º minuto di gioco dal portiere Przemysław Tytoń dopo l'espulsione dell'estremo difensore titolare Wojciech Szczęsny.
Disputa anche il campionato del mondo 2018.

## Statistiche

### Cronologia presenze e reti in nazionale
| Cronologia completa delle presenze e delle reti in nazionale ― Polonia | Cronologia completa delle presenze e delle reti in nazionale ― Polonia | Cronologia completa delle presenze e delle reti in nazionale ― Polonia | Cronologia completa delle presenze e delle reti in nazionale ― Polonia | Cronologia completa delle presenze e delle reti in nazionale ― Polonia | Cronologia completa delle presenze e delle reti in nazionale ― Polonia | Cronologia completa delle presenze e delle reti in nazionale ― Polonia | Cronologia completa delle presenze e delle reti in nazionale ― Polonia |
| Data                                                                   | Città                                                                  | In casa                                                                | Risultato                                                              | Ospiti                                                                 | Competizione                                                           | Reti                                                                   | Note                                                                   |
| ---------------------------------------------------------------------- | ---------------------------------------------------------------------- | ---------------------------------------------------------------------- | ---------------------------------------------------------------------- | ---------------------------------------------------------------------- | ---------------------------------------------------------------------- | ---------------------------------------------------------------------- | ---------------------------------------------------------------------- |
| 14-11-2009                                                             | Varsavia                                                               | Polonia                                                                | 0 – 1                                                                  | Romania                                                                | Amichevole                                                             | -                                                                      | 75’                                                                    |
| 18-11-2009                                                             | Bydgoszcz                                                              | Polonia                                                                | 1 – 0                                                                  | Canada                                                                 | Amichevole                                                             | 1                                                                      | 78’                                                                    |
| 17-1-2010                                                              | Nakhon Ratchasima                                                      | Danimarca                                                              | 3 – 1                                                                  | Polonia                                                                | King's Cup 2010                                                        | -                                                                      | 85’                                                                    |
| 20-1-2010                                                              | Nakhon Ratchasima                                                      | Polonia                                                                | 3 – 1                                                                  | Thailandia                                                             | King's Cup 2010                                                        | -                                                                      | 89’                                                                    |
| 23-1-2010                                                              | Nakhon Ratchasima                                                      | Polonia                                                                | 6 – 1                                                                  | Singapore                                                              | King's Cup 2010                                                        | -                                                                      | 63’                                                                    |
| 3-3-2010                                                               | Varsavia                                                               | Polonia                                                                | 2 – 0                                                                  | Bulgaria                                                               | Amichevole                                                             | -                                                                      | 46’                                                                    |
| 29-5-2010                                                              | Kielce                                                                 | Polonia                                                                | 0 – 0                                                                  | Finlandia                                                              | Amichevole                                                             | -                                                                      | 75’                                                                    |
| 2-6-2010                                                               | Kufstein                                                               | Serbia                                                                 | 0 – 0                                                                  | Polonia                                                                | Amichevole                                                             | -                                                                      | 77’                                                                    |
| 8-6-2010                                                               | Murcia                                                                 | Spagna                                                                 | 6 – 0                                                                  | Polonia                                                                | Amichevole                                                             | -                                                                      | 46’                                                                    |
| 11-8-2010                                                              | Stettino                                                               | Polonia                                                                | 0 – 3                                                                  | Camerun                                                                | Amichevole                                                             | -                                                                      | 46’                                                                    |
| 4-9-2010                                                               | Łódź                                                                   | Polonia                                                                | 1 – 1                                                                  | Ucraina                                                                | Amichevole                                                             | -                                                                      | 85’                                                                    |
| 10-12-2010                                                             | Adalia                                                                 | Polonia                                                                | 2 – 2                                                                  | Bosnia ed Erzegovina                                                   | Amichevole                                                             | -                                                                      | 46’                                                                    |
| 10-8-2011                                                              | Lubin                                                                  | Polonia                                                                | 1 – 0                                                                  | Georgia                                                                | Amichevole                                                             | -                                                                      | 90+2’                                                                  |
| 2-9-2011                                                               | Varsavia                                                               | Polonia                                                                | 1 – 1                                                                  | Messico                                                                | Amichevole                                                             | -                                                                      |                                                                        |
| 6-9-2011                                                               | Danzica                                                                | Polonia                                                                | 2 – 2                                                                  | Germania                                                               | Amichevole                                                             | -                                                                      | 84’                                                                    |
| 7-10-2011                                                              | Seul                                                                   | Corea del Sud                                                          | 2 – 2                                                                  | Polonia                                                                | Amichevole                                                             | -                                                                      | 16’ 71’                                                                |
| 11-10-2011                                                             | Wiesbaden                                                              | Polonia                                                                | 2 – 0                                                                  | Bielorussia                                                            | Amichevole                                                             | -                                                                      | 61’                                                                    |
| 15-11-2011                                                             | Poznań                                                                 | Polonia                                                                | 2 – 1                                                                  | Ungheria                                                               | Amichevole                                                             | -                                                                      |                                                                        |
| 29-2-2012                                                              | Varsavia                                                               | Polonia                                                                | 0 – 0                                                                  | Portogallo                                                             | Amichevole                                                             | -                                                                      | 78’                                                                    |
| 26-5-2012                                                              | Klagenfurt am Wörthersee                                               | Polonia                                                                | 1 – 0                                                                  | Slovacchia                                                             | Amichevole                                                             | -                                                                      |                                                                        |
| 2-6-2012                                                               | Varsavia                                                               | Polonia                                                                | 4 – 0                                                                  | Andorra                                                                | Amichevole                                                             | -                                                                      | 46’                                                                    |
| 8-6-2012                                                               | Varsavia                                                               | Polonia                                                                | 1 – 1                                                                  | Grecia                                                                 | Euro 2012 - 1º turno                                                   | -                                                                      | 70’                                                                    |
| 15-8-2012                                                              | Tallinn                                                                | Estonia                                                                | 1 – 0                                                                  | Polonia                                                                | Amichevole                                                             | -                                                                      | 34’ 57’                                                                |
| 22-3-2013                                                              | Varsavia                                                               | Polonia                                                                | 1 – 3                                                                  | Ucraina                                                                | Qual. Mondiali 2014                                                    | -                                                                      | 46’                                                                    |
| 4-6-2013                                                               | Cracovia                                                               | Polonia                                                                | 2 – 0                                                                  | Liechtenstein                                                          | Amichevole                                                             | 1                                                                      | 79’                                                                    |
| 7-6-2013                                                               | Chișinău                                                               | Moldavia                                                               | 1 – 1                                                                  | Polonia                                                                | Qual. Mondiali 2014                                                    | -                                                                      | 64’                                                                    |
| 13-5-2014                                                              | Amburgo                                                                | Germania                                                               | 0 – 0                                                                  | Polonia                                                                | Amichevole                                                             | -                                                                      | 90’                                                                    |
| 6-6-2014                                                               | Danzica                                                                | Polonia                                                                | 2 – 1                                                                  | Lituania                                                               | Amichevole                                                             | -                                                                      | 71’                                                                    |
| 7-9-2014                                                               | Faro                                                                   | Gibilterra                                                             | 0 – 7                                                                  | Polonia                                                                | Qual. Euro 2016                                                        | -                                                                      |                                                                        |
| 11-10-2014                                                             | Varsavia                                                               | Polonia                                                                | 2 – 0                                                                  | Germania                                                               | Qual. Euro 2016                                                        | -                                                                      |                                                                        |
| 14-11-2014                                                             | Tbilisi                                                                | Georgia                                                                | 0 – 4                                                                  | Polonia                                                                | Qual. Euro 2016                                                        | -                                                                      | 69’                                                                    |
| 18-11-2014                                                             | Breslavia                                                              | Polonia                                                                | 2 – 2                                                                  | Svizzera                                                               | Amichevole                                                             | -                                                                      |                                                                        |
| 29-3-2015                                                              | Dublino                                                                | Irlanda                                                                | 1 – 1                                                                  | Polonia                                                                | Qual. Euro 2016                                                        | -                                                                      |                                                                        |
| 13-6-2015                                                              | Varsavia                                                               | Polonia                                                                | 4 – 0                                                                  | Georgia                                                                | Qual. Euro 2016                                                        | -                                                                      |                                                                        |
| 16-6-2015                                                              | Danzica                                                                | Polonia                                                                | 0 – 0                                                                  | Grecia                                                                 | Amichevole                                                             | -                                                                      | 78’                                                                    |
| 4-9-2015                                                               | Francoforte sul Meno                                                   | Germania                                                               | 3 – 1                                                                  | Polonia                                                                | Qual. Euro 2016                                                        | -                                                                      | 8’                                                                     |
| 7-9-2015                                                               | Varsavia                                                               | Polonia                                                                | 8 – 1                                                                  | Gibilterra                                                             | Qual. Euro 2016                                                        | -                                                                      |                                                                        |
| 8-10-2015                                                              | Glasgow                                                                | Scozia                                                                 | 2 – 2                                                                  | Polonia                                                                | Qual. Euro 2016                                                        | -                                                                      | 22’ 71’                                                                |
| 13-11-2015                                                             | Varsavia                                                               | Polonia                                                                | 4 – 2                                                                  | Islanda                                                                | Amichevole                                                             | -                                                                      | 78’                                                                    |
| 17-11-2015                                                             | Breslavia                                                              | Polonia                                                                | 3 – 1                                                                  | Rep. Ceca                                                              | Amichevole                                                             | -                                                                      |                                                                        |
| 23-3-2016                                                              | Poznań                                                                 | Polonia                                                                | 1 – 0                                                                  | Serbia                                                                 | Amichevole                                                             | -                                                                      |                                                                        |
| 4-9-2016                                                               | Astana                                                                 | Kazakistan                                                             | 2 – 2                                                                  | Polonia                                                                | Qual. Mondiali 2018                                                    | -                                                                      |                                                                        |
| 8-10-2016                                                              | Varsavia                                                               | Polonia                                                                | 3 – 2                                                                  | Danimarca                                                              | Qual. Mondiali 2018                                                    | -                                                                      | 74’                                                                    |
| 11-10-2016                                                             | Varsavia                                                               | Polonia                                                                | 2 – 1                                                                  | Armenia                                                                | Qual. Mondiali 2018                                                    | -                                                                      |                                                                        |
| 10-6-2017                                                              | Varsavia                                                               | Polonia                                                                | 3 – 1                                                                  | Romania                                                                | Qual. Mondiali 2018                                                    | -                                                                      |                                                                        |
| 4-9-2017                                                               | Varsavia                                                               | Polonia                                                                | 3 – 0                                                                  | Kazakistan                                                             | Qual. Mondiali 2018                                                    | -                                                                      |                                                                        |
| 8-10-2017                                                              | Varsavia                                                               | Polonia                                                                | 4 – 2                                                                  | Montenegro                                                             | Qual. Mondiali 2018                                                    | -                                                                      | 46’                                                                    |
| 10-11-2017                                                             | Varsavia                                                               | Polonia                                                                | 0 – 0                                                                  | Uruguay                                                                | Amichevole                                                             | -                                                                      |                                                                        |
| 13-11-2017                                                             | Danzica                                                                | Polonia                                                                | 0 – 1                                                                  | Messico                                                                | Amichevole                                                             | -                                                                      | 83’                                                                    |
| 27-3-2018                                                              | Varsavia                                                               | Polonia                                                                | 3 – 2                                                                  | Corea del Sud                                                          | Amichevole                                                             | -                                                                      | 62’ 84’                                                                |
| 8-6-2018                                                               | Poznań                                                                 | Polonia                                                                | 2 – 2                                                                  | Cile                                                                   | Amichevole                                                             | -                                                                      | 82’                                                                    |
| 12-6-2018                                                              | Varsavia                                                               | Polonia                                                                | 4 – 0                                                                  | Lituania                                                               | Amichevole                                                             | -                                                                      | 70’                                                                    |
| 19-6-2018                                                              | Mosca                                                                  | Polonia                                                                | 1 – 2                                                                  | Senegal                                                                | Mondiali 2018 - 1º turno                                               | -                                                                      |                                                                        |
| 7-6-2019                                                               | Skopje                                                                 | Macedonia del Nord                                                     | 0 – 1                                                                  | Polonia                                                                | Qual. Euro 2020                                                        | -                                                                      | 69’                                                                    |
| 10-10-2019                                                             | Riga                                                                   | Lettonia                                                               | 0 – 3                                                                  | Polonia                                                                | Qual. Euro 2020                                                        | -                                                                      | 80’                                                                    |
| 7-9-2020                                                               | Zenica                                                                 | Bosnia ed Erzegovina                                                   | 1 – 2                                                                  | Polonia                                                                | UEFA Nations League 2020-2021 - 1º turno                               | -                                                                      |                                                                        |
| 11-11-2020                                                             | Chorzów                                                                | Polonia                                                                | 2 – 0                                                                  | Ucraina                                                                | Amichevole                                                             | -                                                                      |                                                                        |
| 18-11-2020                                                             | Chorzów                                                                | Polonia                                                                | 1 – 2                                                                  | Paesi Bassi                                                            | UEFA Nations League 2020-2021 - 1º turno                               | -                                                                      | 88’                                                                    |
| 25-3-2021                                                              | Budapest                                                               | Ungheria                                                               | 3 – 3                                                                  | Polonia                                                                | Qual. Mondiali 2022                                                    | -                                                                      | 66’                                                                    |
| 28-3-2021                                                              | Varsavia                                                               | Polonia                                                                | 3 – 0                                                                  | Andorra                                                                | Qual. Mondiali 2022                                                    | -                                                                      | 60’                                                                    |
| 31-3-2021                                                              | Londra                                                                 | Inghilterra                                                            | 2 – 1                                                                  | Polonia                                                                | Qual. Mondiali 2022                                                    | -                                                                      | 86’                                                                    |
| 8-6-2021                                                               | Poznań                                                                 | Polonia                                                                | 2 – 2                                                                  | Islanda                                                                | Amichevole                                                             | -                                                                      | 80’                                                                    |
| 14-6-2021                                                              | San Pietroburgo                                                        | Polonia                                                                | 1 – 2                                                                  | Slovacchia                                                             | Euro 2020 - 1º turno                                                   | -                                                                      | 74’                                                                    |
| 2-9-2021                                                               | Varsavia                                                               | Polonia                                                                | 4 – 1                                                                  | Albania                                                                | Qual. Mondiali 2022                                                    | -                                                                      | 81’                                                                    |
| 8-9-2021                                                               | Varsavia                                                               | Polonia                                                                | 1 – 1                                                                  | Inghilterra                                                            | Qual. Mondiali 2022                                                    | -                                                                      | 80’                                                                    |
| 12-11-2021                                                             | Andorra la Vella                                                       | Andorra                                                                | 1 – 4                                                                  | Polonia                                                                | Qual. Mondiali 2022                                                    | -                                                                      |                                                                        |
| Totale                                                                 |                                                                        | Presenze                                                               | 66                                                                     |                                                                        | Reti                                                                   | 2                                                                      |                                                                        |

## Palmarès

### Club

#### Competizioni nazionali
- Coppa di Polonia: 3

Legia Varsavia: 2007-2008, 2010-2011, 2011-2012
- Supercoppa di Polonia: 1

Legia Varsavia: 2008
- Campionato russo: 1

Lokomotiv Mosca: 2017-2018
- Coppa di Russia: 2

Lokomotiv Mosca: 2018-2019, 2020-2021
- Supercoppa di Russia: 1

Lokomotiv Mosca: 2019